# Joelly Belleka
Joelly Belleka, né le 27 août 1995 à Orléans, est une basketteuse française.
Formé dans son département natal, le Loiret, elle finit sa formation au Arras Pays d'Artois BF. Elle débute réellement en senior à l'AL Aplemont Le Havre en Ligue 2 durant deux saisons, avant de rejoindre l'AB Chartres en 2015. Elle s'impose dans le club renommé C'Chartres en 2018 et en est toujours joueuse en 2020-2021.

## Biographie

### Enfance et formation
Née à Orléans, Joelly Belleka débute dès l'âge de cinq ans dans un club proche, à Saran. Elle y reste neuf ans.  
En 2009, elle part une année à Olivet, avant d'intégrer le centre de formation de l'Arras Pays d'Artois basket féminin,. 

### Début à haut niveau
Formé à l'Arras Pays d'Artois basket féminin, Joelly prend part à ses trois premières minutes de Ligue féminine en 2011-2012, puis trois bouts de match en 2012-2013, inscrivant son premier panier à deux points.
À l'intersaison 2013, Belleka signe à l'AL Aplemont Le Havre. 
Lors de la saison 2014-2015, la meneuse havraise de 19 ans tourne à 7,5 points et 3,1 rebonds en Ligue 2. Reléguée sportivement en Nationale 1, elle quitte l'équipe avant un éventuel rattrapage administratif. 

### Ligue 2 avec Chartres
En 2015, Joelly Belleka rejoint l'AB Chartres. Après sa première saison, elle prolonge son contrat de deux nouvelles années.  
En novembre 2017, jouant meneuse pour la septième journée de Ligue 2, Belleka participe à la victoire chartrain chez son ancien club d'Arras en marquant 17 points (54-63).
L'exercice 2018-2019 est sa meilleure saison en Ligue 2, affichant une moyenne de 13,9 points et 3,9 rebonds. À son terme, elle prolonge son contrat jusqu'en juin 2021.

## Statistiques
| Saison    | Club       | Championnat | Championnat | Championnat | Coupe | Coupe | Total | Total |
| Saison    | Club       | Division    | MJ          | Moy         | MJ    | Moy   | MJ    | Moy   |
| --------- | ---------- | ----------- | ----------- | ----------- | ----- | ----- | ----- | ----- |
| 2011-2012 | Arras PA   | L1          | 1           | 0           |       |       |       |       |
| 2012-2013 | Arras PA   | L1          | 3           | 0,7         |       |       |       |       |
| 2013-2014 | Le Havre   | L2          |             |             |       |       |       |       |
| 2014-2015 | Le Havre   | L2          |             | 7,5         |       |       |       |       |
| 2015-2016 | Chartres   | L2          | 22          | 7,1         | 1     | 8     |       |       |
| 2016-2017 | Chartres   | L2          | 35          | 5,5         |       |       |       |       |
| 2017-2018 | Chartres   | L2          | 21          | 8,8         |       |       |       |       |
| 2018-2019 | Chartres   | L2          | 24          | 13,9        |       |       |       |       |
| 2019-2020 | Chartres   | L2          | 17          | 11,5        | 2     | 17,5  |       |       |
| 2020-2021 | Chartres   | L2          | 22          | 14          |       |       |       |       |
| 2021-2022 | Toulouse   | L2          | 22          | 7,8         |       |       |       |       |
| 2022-2023 | Toulouse   | L1          | 15          | 6,4         |       |       |       |       |
| 2023-2024 | Mondeville | L2          | 22          | 14,9        |       |       |       |       |